# Ннґі
Ннґі (вірм. Ննգի), Чемійет (азерб. Cəmiyyət) — село у Мартунинському районі Нагірно-Карабаської Республіки. Село розташоване на трасі Степанакерт — Мартуні, за 22 км на від міста Мартуні та за 15 км на схід від Степанакерту.

## Пам'ятки
В селі розташована церква Сурб Аствацацін 1858 р., церква Сурб Лусаворіча (Святого Просвітителя) 17 ст. та хачкар 1523 р.